# Polymixis rebecca
Polymixis rebecca är en fjärilsart som beskrevs av Otto Staudinger 1891. Polymixis rebecca ingår i släktet Polymixis och familjen nattflyn. Inga underarter finns listade i Catalogue of Life.